# Gösta Stenberg
Sten Gösta Stenberg, född 24 december 1902 i Stockholm, död 11 juli 1969 i Stockholm, var en svensk sångtextförfattare. Han var även verksam under pseudonymen Dix Dennie.
Gösta Stenberg är begravd på Norra begravningsplatsen utanför Stockholm.